# Edward Bagnall Poulton
Edward Bagnall Poulton (27. ledna 1856 – 20. listopadu 1943) byl britský evoluční biolog a entomolog, proslavený svou prací na poli zbarvení živočichů.

## Životopis
Poulton se narodil roku 1856 do rodiny architekta v Readingu a univerzitní vzdělání získal na univerzitě v Oxfordu. Zpočátku se zabýval geologií a srovnávací anatomií savců – roku 1888 se mu podařil objev zubů v čelistech juvenilních ptakopysků. Proslavil se však především jako entomolog. Od roku 1893 zastával místo profesora zoologie Hopeova muzea v Oxfordu a na tomto postu setrval až do své smrti roku 1943. Od roku 1889 byl členem Královské společnosti.
Poulton představoval jednoho z předních propagátorů darwinismu své doby, na přelomu 19. a 20. století (tedy před moderní evoluční syntézou) ustupujícího v důsledku zdánlivé kolize s teorií mendelovské dědičnosti. Osobně se znal s Alfredem Wallacem, ještě více však tíhnul přímo k pracím Charlese Darwina, jehož konceptu přirozeného výběru se věnoval např. v monografii Charles Darwin and the Theory of Natural Selection (1896). Byl jedním z mála přírodovědců, kteří celou svou profesionální kariéru zasvětili problematice adaptivního zbarvení, resp. mimetismu živočichů, zvláště pak motýlů. Je autorem monografie The Colours of Animals (1890), v níž mj. poprvé představil ucelenou terminologii živočišných zbarvení; v původním významu se stále užívají jím zavedené termíny aposematismus a agresivní mimikry.
Pozorování i materiály pro muzeum Poulton získával prostřednictvím husté sítě spolupracovníků a korespodentů, etablovaných jak z vlastních žáků, tak dalších přírodovědců napříč Britským impériem. Jeho nástupcem na postu profesora zoologie se stal mladší spolupracovník a dlouholetý přítel Geoffrey Douglas Hale Carpenter (1882–1953), jenž je rovněž autorem jeho nekrologu. Poulton měl celkem pět dětí, čtyři z nich však přežil. Jeho syn Ronald Poulton (1889–1915) byl kapitánem anglické ragbyové reprezentace.